# La cache
La cache (anhörenⓘ; international: The Safe House) ist ein Schweizer-luxemburgisch-französischer Spielfilm von Lionel Baier aus dem Jahr 2025. Es handelt sich dabei um eine Verfilmung des gleichnamigen Romans von Christophe Boltanski (deutscher Titel: Das Versteck).

## Inhalt
Der neunjährige Christophe bleibt bei seinen Großeltern, während seine Eltern bei den 68er-Bewegung in Paris protestieren. Die Großfamilie mit den Onkeln scheint ein Geheimnis zu hüten. Zudem erscheint ein mysteriöser Gast.

## Produktion
Vorlage für das Drehbuch war der Roman La cache von Christophe Boltanski. Darin erzählte der französische Journalist die Geschichte seiner Familie. Das Werk erschien 2015 und wurde mit dem Prix Femina ausgezeichnet. Eine deutsche Übersetzung von Tobias Scheffel erschien zwei Jahre später im Carl Hanser Verlag. Deutschsprachige Kritiker lobten das Buch.
Der Film ist dem französischen Schauspieler Michel Blanc gewidmet, der nach Ende der Dreharbeiten im Oktober 2024 starb.

## Veröffentlichung
Die Weltpremiere des Films erfolgte am 20. Februar 2025 auf der 75. Berlinale im Hauptwettbewerb um den Goldenen Bären.
Der reguläre Kinostart in Frankreich erfolgte am 19. März 2025 im Verleih von Les Films du Losange.

## Rezeption
Die Frankfurter Allgemeine Zeitung schrieb, man schaue diesem Revolutionsreigen mit augenzwinkernden Verbeugungen vor Truffaut, Godard und „all den anderen Helden von damals“ trotz dieser Nostalgie gerne zu.